# Halictus intumescens
Halictus intumescens är en biart som beskrevs av Pérez 1895. Halictus intumescens ingår i släktet bandbin, och familjen vägbin. Inga underarter finns listade i Catalogue of Life.